# Andreas Lindergård
Karl Fredrik Andreas Lindergård, född 22 oktober 1970 i Limhamn i Malmö, är en svensk film- och TV-regissör. Efter filmstudier på UCLA i USA stannade Lindergård i Los Angeles i 16 år där han arbetade som scenograf, klippare och regissör. 
Efter hemkomsten till Sverige 2007 har Lindergård bland annat regisserat den prisbelönade kortfilmen Matlust med Dogge Doggelito i huvudrollen och Jann of Sweden, en kortfilmsdokumentär för SVT. Lindergård är också inblandad i inspelningen av Hipp Hipp säsong 3 som medregissör och klippare. Lindergård har gjort flera jobb tillsammans med Tina Nordström och Niklas Ekstedt, bland annat New Scandinavian Cooking/Perfect Day, för BBC Food med flera. Andreas Lindergård är en av tre regissörer av Starke man, en humorserie för Sveriges Television. Han har även regisserat flera avsnitt av komediserien Swedish Dicks. Hösten 2019 regisserade Lindergård säsong 2 av Sjukt Oklar för SVT och 2020 Lyckoviken för Nordisk Film & TV och Viaplay.

## Filmografi (i urval)
- 2020 – Lyckoviken (TV-serie)
- 2020 – Sjukt oklar (TV-serie)
- 2020 – Rachel Khoo: My Swedish Kitchen (TV-serie)
- 2018 – Swedish Dicks (TV-serie)
- 2014 – Re:
- 2014 – Real Emma (RE)
- 2008–2014 – New Scandinavian Cooking (TV-serie)
- 2010–2011 – Starke man (TV-serie)